# Pourcy
Pourcy je francouzská obec v departementu Marne v regionu Grand Est. Žije zde 192 obyvatel.

## Geografie

### Sousední obce
| Růžice kompasu | Marfaux  |  | Écueil            | Růžice kompasu |
| Růžice kompasu | Sever    |  |                   | Růžice kompasu |
| Růžice kompasu | Pourcy   |  |                   | Růžice kompasu |
| Růžice kompasu | Jih      |  |                   | Růžice kompasu |
| Růžice kompasu | Chaumuzy |  | Nanteuil-la-Forêt | Růžice kompasu |